# بيتر فونسيكا
بيتر فونسيكا هو منافس ألعاب قوى وسياسي كندي، ولد في 5 أكتوبر 1966 بلشبونة في البرتغال. حزبياً، نشط في الحزب الليبرالي في أونتاريو ‏ والحزب الليبرالي الكندي.

## مناصب
- في الانتخابات الفيدرالية الكندية 2015، انتخب عضو مجلس العموم الكندي عن دائرة Mississauga East—Cooksville (federal electoral district) [الإنجليزية]‏ وقد انضم خلال فترته النيابية [الإنجليزية]‏ (19 أكتوبر 2015 – ) للكتلة البرلمانية الحزب الليبرالي الكندي.
- انتخب عضو برلمان مقاطعة أونتاريو.
- انتخب Minister of Tourism and Recreation ‏ (2008 – 2010).
- انتخب وزير العمل ‏ (2007 – 2008).

## وصلات خارجية
- بيتر فونسيكا على موقع الاتحاد الدولي لألعاب القوى (الإنجليزية)
- بيتر فونسيكا على موقع رابطة إحصائيات سباق الطريق (الإنجليزية)
- بيتر فونسيكا على موقع أوليمبيديا (الإنجليزية)
- بيتر فونسيكا على موقع اتحاد ألعاب الكومنولث (مؤرشف) (الإنجليزية)

- الموقع الرسمي